# Unicodeblock Xixia, Ergänzung
Der Unicodeblock Xixia, Ergänzung (U+18D00 bis U+18D08) enthält Formatierungszeichen für die Xixia-Schrift, die für die Tangut-Sprache der Tanguten verwendet wurde.

## Liste
| Unicodenummer    | Zeichen (400 %) | Offizielle Bezeichnung | Beschreibung |
| ---------------- | --------------- | ---------------------- | ------------ |
| U+18D00 (101632) | 𘴀              | L2008-3489             | L2008-3489   |
| U+18D01 (101633) | 𘴁              | L2008-1667             | L2008-1667   |
| U+18D02 (101634) | 𘴂              | L2008-3435             | L2008-3435   |
| U+18D03 (101635) | 𘴃              | L2008-2252             | L2008-2252   |
| U+18D04 (101636) | 𘴄              | L2008-3684             | L2008-3684   |
| U+18D05 (101637) | 𘴅              | L2008-1318             | L2008-1318   |
| U+18D06 (101638) | 𘴆              | L2008-1735             | L2008-1735   |
| U+18D07 (101639) | 𘴇              | L2008-1106             | L2008-1106   |
| U+18D08 (101640) | 𘴈              | L2008-4456             | L2008-4456   |